# نویز: نقصی در قضاوت انسان
نویز: نقصی در قضاوت انسان کتابی غیرداستانی است که توسط استادان دنیل کانمن، اولیویه سیبونی و کس سانستاین نوشته شده‌است. این اثر اولین بار در ۱۸ مه ۲۰۲۱ منتشر شد. دنیل کانمن روان‌شناسی است که برنده جایزه نوبل اقتصاد بوده و کتاب دیگر او تفکر: تند و کند مشهور است.

## محتوا
موضوع کتاب معرفی و تحلیل مفهوم «نویز» است که در کنار «سوگیری» خطاهای قضاوت انسان را تشکیل می‌دهند. به عبارت دیگر، قضاوت‌های ما در معرض دو نوع خطاست: یکی سوگیری و دیگری نویز. نویسندگان توضیح می‌دهند که عموماً انسان نسبت به سوگیری حساس است، اما حتی متوجه حضور نویز هم نمی‌شود و راهکارهایی برای بهبود وضعیت پیشنهاد می‌کنند.

## دامنه و کاربرد

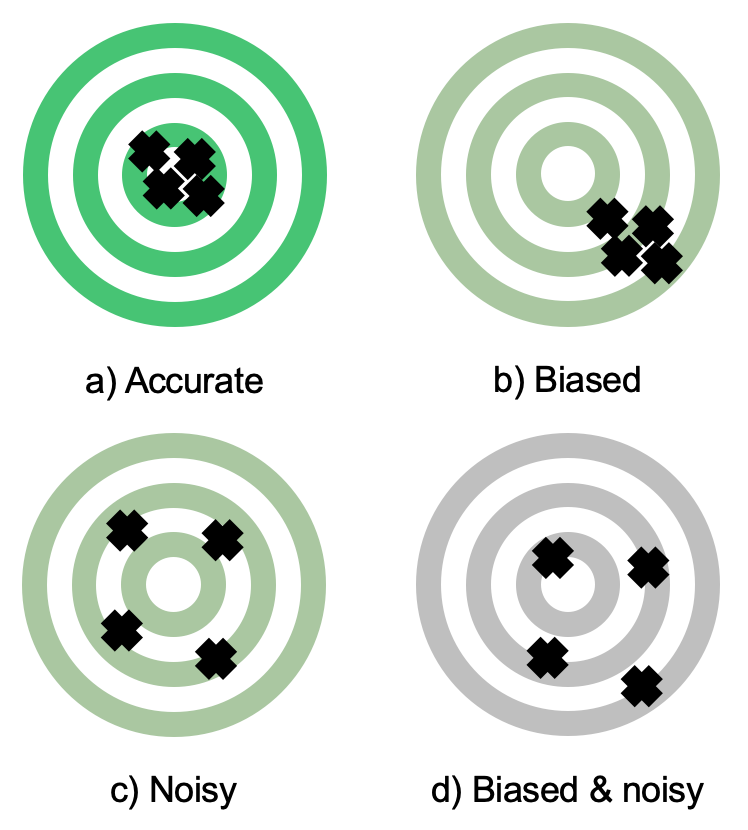
عکس. ۱. مدلی در مورد چگونگی تأثیر نویز آماری و سوگیری آماری بر خطا در قضاوت. در حال c شاهد نویز هستیم و در حالت d هم نویز و هم سوگیری وجود دارد. نکته مهم دربارهٔ نویز این است که نظام‌مند نیست.

کتاب هم وجه نظری دارد و هم بخش‌های کاربردی و عملی. مثال‌های عمده کتاب از حوزه‌های مختلفی مثل حقوق و سیستم قضایی، استخدام، پیش‌بینی و پیشگویی، بیمه، آموزش و پرورش، پزشکی و غیره است.